# Tmeticus vulcanicus
Tmeticus vulcanicus är en spindelart som beskrevs av Saito och Ono 200. Tmeticus vulcanicus ingår i släktet Tmeticus och familjen täckvävarspindlar. Inga underarter finns listade i Catalogue of Life.